# Ossel
Ossel is een dorp in de Belgische provincie Vlaams-Brabant. Het ligt in Brussegem, een deelgemeente van Merchtem. Ossel ligt niet ver ten zuidoosten van het dorpscentrum van Brussegem, nabij de grens met Hamme.

## Geschiedenis
Op het grondgebied van Ossel bestond waarschijnlijk al een Gallo-Romeinse nederzetting. In 1148 werd Ossel voor het eerst schriftelijk vermeld, en wel als Osensella. De naam wijst op een Frankische oorsprong.
Op kerkelijk gebied was Ossel van groot belang. In het toenmalige Hof van Ossel, die zetel van de heerlijkheid was, werd vanuit de hokapel een parochie gesticht die de moederparochie van tal van omliggende plaatsen zou zijn. In 1139 kwam het patronaatsrecht van de parochie aan de Abdij van Affligem. Deze abdij, en ook de Abdij van Grimbergen, verwierven landerijen te Ossel.
Op het eind van de 18e eeuw werd, onder Frans bewind, Ossel een gemeente in het het kanton Grimbergen van het Dijledepartement. In 1810 werd deze gemeente alweer opgeheven en net als Oppem bij de gemeente Brussegem gevoegd.

## Bezienswaardigheden
Ossel is vooral bekend vanwege "De Drie Torens", zoals ze in de volksmond genoemd worden. Dit zijn de watertoren, de radartoren en de oude radartoren. Deze situeren zich vlak naast de bossen van Ossel, een gewezen oefenterrein van het Belgische leger. Andere bezienswaardigheden in het dorp zijn:
- de driebeukige Sint-Jan Baptistkerk. In 2007 werden in dit kerkje laat-middeleeuwse fresco's ontdekt.[3]
- het kasteel van Ossel (ca. 1630, herbouwd in 1706, ca. 1765 en 1859)
- het Hagenkasteel
- de omheinde pastorie uit 1758 met aanpalende tuin.

## Natuur en landschap
Ossel ligt aan de Amelgemse Molenbeek die in oostelijke richting vloeit en een vallei vorm in een tot 66 meter hoge vlakte.

## Nabijgelegen kernen
Hamme, Brussegem, Meise, Wemmel